# Oratorio (Argentina)
Oratorio es una localidad argentina ubicada en el Departamento Santa Catalina de la provincia de Jujuy. Se encuentra en la Puna, 2 km al oeste de la Ruta Nacional 40 y 20 km al sur de Santa Catalina.
El agua la obtienen del río Santa Catalina que discurre en las cercanías. Su población alcanzó los 200 habitantes en los años 1970 pero fue disminuyendo progresivamente. Sus habitantes se dedican principalmente a la cría de llamas. Cuenta con una escuela y una posta sanitaria. En 2012 se realizaban gestiones para que en el edificio de la escuela primaria funcione también una de nivel secundario con albergues para permitir a los jóvenes de los alrededores terminar sus estudios más cerca de sus hogares. Sus habitantes se mostraron contrarios a la actividad de empresas mineras en la zona para el lavado de oro. La comunidad cuenta con una importante celebración del carnaval puneño.